# 桑加蒙鎮區 (伊利諾伊州皮亞特縣)
桑加蒙鎮區（英語：Sangamon Township）是位於美國伊利諾伊州皮亞特縣的一個行政鎮區。

## 地方資料
根據2010年美國人口普查的數據，桑加蒙鎮區的面積為122.40平方千米，當中陸地面積為122.20平方千米，而水域面積為0.20平方千米。當地共有人口2351人，而人口密度為每平方千米19.21人。